# Équation de diffusion
L'équation de diffusion est une équation aux dérivées partielles. En physique, elle décrit le comportement du déplacement collectif de particules (molécules, atomes, photons. neutrons, etc.) ou de quasi-particules comme les phonons dans un milieu causé par le mouvement aléatoire de chaque particule lorsque les échelles de temps et d'espace macroscopiques sont grandes devant leurs homologues microscopiques. Dans le cas contraire le problème est décrit par l'équation de Boltzmann. En mathématiques, l'une ou l'autre de ces descriptions s'applique à tout sujet relevant du processus de Markov comme dans d'autres champs, telles que les sciences matérielles, la science de l’information, de la vie, sociales, etc. On parle alors plutôt de processus brownien.

## Énoncé
L'équation de diffusion se formule : 
{\displaystyle \mathrm {div} \left[D_{\phi }\ {\overrightarrow {\mathrm {grad} }}\phi \right]={\frac {\partial \phi }{\partial t}}}
avec :
- {\displaystyle \phi } la grandeur qui se diffuse, par exemple la concentration particulaire ;
- {\displaystyle D_{\phi }} le coefficient de diffusion collectif associé à {\displaystyle \phi }.

Si le coefficient de diffusion {\displaystyle D_{\phi }} est une fonction de {\displaystyle \phi }, alors l'équation de diffusion n'est pas linéaire.
Plus généralement, quand {\displaystyle D_{\phi }} est une matrice définie positive symétrique, l’équation décrit une diffusion anisotrope :

Pour {\displaystyle D_{\phi }} une matrice, l'équation de diffusion devient : 
{\displaystyle \sum _{i=1}^{3}\sum _{j=1}^{3}{\frac {\partial }{\partial x_{i}}}\left[{D}_{\phi ,ij}{\frac {\partial \phi }{\partial x_{j}}}\right]={\frac {\partial \phi }{\partial t}}}

Dans le cas où {\displaystyle D_{\phi }} est constant, l'équation se réduit à l'équation de la chaleur :

Si {\displaystyle D_{\phi }} est constant :
{\displaystyle D_{\phi }\Delta \phi ={\frac {\partial \phi }{\partial t}}}
avec :
- {\displaystyle \Delta } l'opérateur laplacien.

Plus généralement lorsqu'il existe plusieurs types de particules dans le milieu et plusieurs sources pour la diffusion le système est décrit par un système linéaire comme dans le cas des équations de Stefan-Maxwell.

## Histoire et développement
De nombreux phénomènes physiques, dans des domaines scientifiques différents, se décrivent mathématiquement par les équations de diffusion, qui traduisent l'évolution d'un processus de Markov en relation avec la loi normale. En physique, le déplacement de particules diffusées correspond au mouvement brownien satisfaisant la loi parabolique. Leur utilisation peut cependant être étendu à des domaines plus éloignés. Ainsi, les équations de diffusion sont utilisés en science des matériaux, pour la relation d'équilibre local entre défauts dans les cristaux de silicone, ou en biologie, pour l'équilibre prédateur-proie.
L'équation de la chaleur proposée par Fourier en 1822 a été pensée pour décrire l'évolution de la température dans un matériau. En 1827, le mouvement brownien a été mis en évidence, où l'auto-diffusion de l'eau est mise en évidence par le déplacement de grains de pollen. Néanmoins, le mouvement brownien n'est pas reconnu comme un problème de diffusion avant les théories d'Einstein en 1905. Bien qu'il s'agisse d'un problème de diffusion, Fick applique l'équation de la chaleur au phénomène de diffusion dès 1855.
Le théorème de flux-divergence  montre que l'équation de diffusion est valide quelle que soit l'état du matériau (solide, liquide ou gazeux) comme une loi de conservation, s'il n'y a ni source ni perte dans le système. Il montre aussi que l'équivalence entre la première et la deuxième loi de Fick est mathématiquement incomplète sans un flux de diffusion constant lié à un mouvement brownien localement en espace. Ce flux est indispensable pour la compréhension du mécanisme d'auto-diffusion. Ce mécanisme n'a pas été étudié en lui-même, mais indirectement par la diffusion d'impuretés dans un milieu pur par la théorie du mouvement brownien d'Einstein et l'équation de Langevin.
La diffusivité de l'équation dépend généralement de la concentration des particules. Dans ce cas, l'équation de diffusion devient non linéaire et sa résolution est impossible, même dans le cas à une dimension spatiale. En accord avec la loi parabolique, Boltzmann transforme l'équation de diffusion, qui change d'une équation aux dérives partielles non linéaire à une équation différentielle ordinaire non-linéaire en 1894.
Depuis, toutefois, la transformation de Boltzmann n'a pas été résolue mathématiquement avant la fin du XXe siècle, même si Matano l'utilise empiriquement pour les problèmes d'interdiffusion dans la métallurgie.
Ici, la méthode de résolution analytique de l’équation de diffusion, dont le calcul est plus efficace par rapport aux méthodes analytiques existantes telles que les transformations intégrales de Fourier ou de Laplace ou la séparation des variables, a été établi dans le cas parabolique.

## Dérivation
L'équation de diffusion peut être simplement déduite de l'équation de conservation, qui dit qu'un changement de densité dans toute partie du système est dû aux échanges avec l'extérieur du système. Dans les faits, aucun matériau n'est créé ou détruit :
{\displaystyle {\frac {\partial \phi }{\partial t}}+\nabla \cdot \mathbf {j} =0\,,\qquad \mathbf {j} =\phi \mathbf {v} }
avec j le flux du matériau diffusant et v la vitesse des particules. L'équation de diffusion apparait quand on la combine avec la première loi de Fick, qui fait l'hypothèse que le flux du matériau diffusant dans toute partie du système est proportionnelle au gradient local de densité :
{\displaystyle \mathbf {j} =-D(\phi ,\mathbf {r} )\,\nabla \phi (\mathbf {r} ,t).}
En général le problème est décrit par l'équation de Boltzmann dont l'équation de diffusion constitue une approximation lorsque les échelles de temps et d'espace macroscopiques sont grandes par rapport à leurs homologues microscopiques. Ceci est vrai pour la diffusion de masse, mais également pour la conduction thermique, le transfert radiatif ou tout autre processus de transfert d'énergie.
Le transfert diffusif peut également être obtenu à partir d'un processus de marche aléatoire comme le mouvement brownien.

## Discrétisation
L'équation de diffusion est continue en espace et en temps. On peut donc discrétiser en espace, en temps ou les deux, ce qui arrive en application. La discrétisation en temps seule ne fait pas apparaitre de nouveaux phénomènes ; dans la discrétisation en espace seule, la fonction de Green du système devient le noyau gaussien discret. La discrétisation en espace et en temps fait apparaitre une marche aléatoire.

### Discrétisation en traitement de l'image
La règle du produit est utilisée pour le cas de la diffusion avec un tenseur anisotropique, dans les schémas de discrétisation, afin d'éviter que l'utilisation de formules du premier ordre ne crée des artefacts. Une réécriture couramment utilisée en traitement de l'image est :
{\displaystyle {\frac {\partial \phi (\mathbf {r} ,t)}{\partial t}}=\nabla \cdot \left[D(\phi ,\mathbf {r} )\right]\nabla \phi (\mathbf {r} ,t)+{\rm {tr}}\left[D(\phi ,\mathbf {r} )\left(\nabla \nabla ^{T}\phi (\mathbf {r} ,t)\right)\right]}
avec tr désignant la trace du tenseur du 2e ordre, et l'exposant T pour la transposée, dans laquelle, en traitement de l’image, D(ϕ, r) sont des matrices symétriques construites à partir des vecteurs propres des tenseurs de structure de l'image. Les dérivées spatiales peuvent être approchées par des différences finies du 2e ordre. L'algorithme de diffusion obtenu peut être vu comme une convolution de l’image avec un noyau mobile (ou stencil) de taille 3 × 3 en 2D et 3 × 3 × 3 en 3D.